# Centre régional des œuvres universitaires et scolaires
« Crous » redirige ici.  Pour la mathématicienne française, voir Marie Crous.
 (janvier 2020).
En France, les centres régionaux des œuvres universitaires et scolaires (Crous) sont des établissements publics à caractère administratif.
Le centre national des œuvres universitaires et scolaires et les centres régionaux des œuvres universitaires et scolaires forment le réseau des œuvres universitaires, qui contribue à assurer aux étudiants une qualité d'accueil et de vie propice à la réussite de leur parcours de formation. Il assure une mission d'aide sociale et concourt à l'information et à l'éducation des étudiants en matière de santé. Il favorise leur mobilité.
Les CROUS instruisent les dossiers sociaux des étudiants (DSE : demande de bourse et de logement), gèrent le logement pour étudiants, la restauration universitaire, les bourses des étudiants étrangers et interviennent dans des domaines différents suivant les académies concernées (culture, transport, crèche, etc.).
Les CROUS sont répartis par académie plus que par région (l'Île-de-France est par exemple découpée en CROUS de Paris, CROUS de Créteil, CROUS de Versailles). Certains sont formés d'un centre principal et d'un CLOUS (centre local des œuvres universitaires et scolaires, par exemple pour Mulhouse qui dépend de Strasbourg), ou même d'antennes administratives (ex. Nîmes, Évreux).

## Histoire

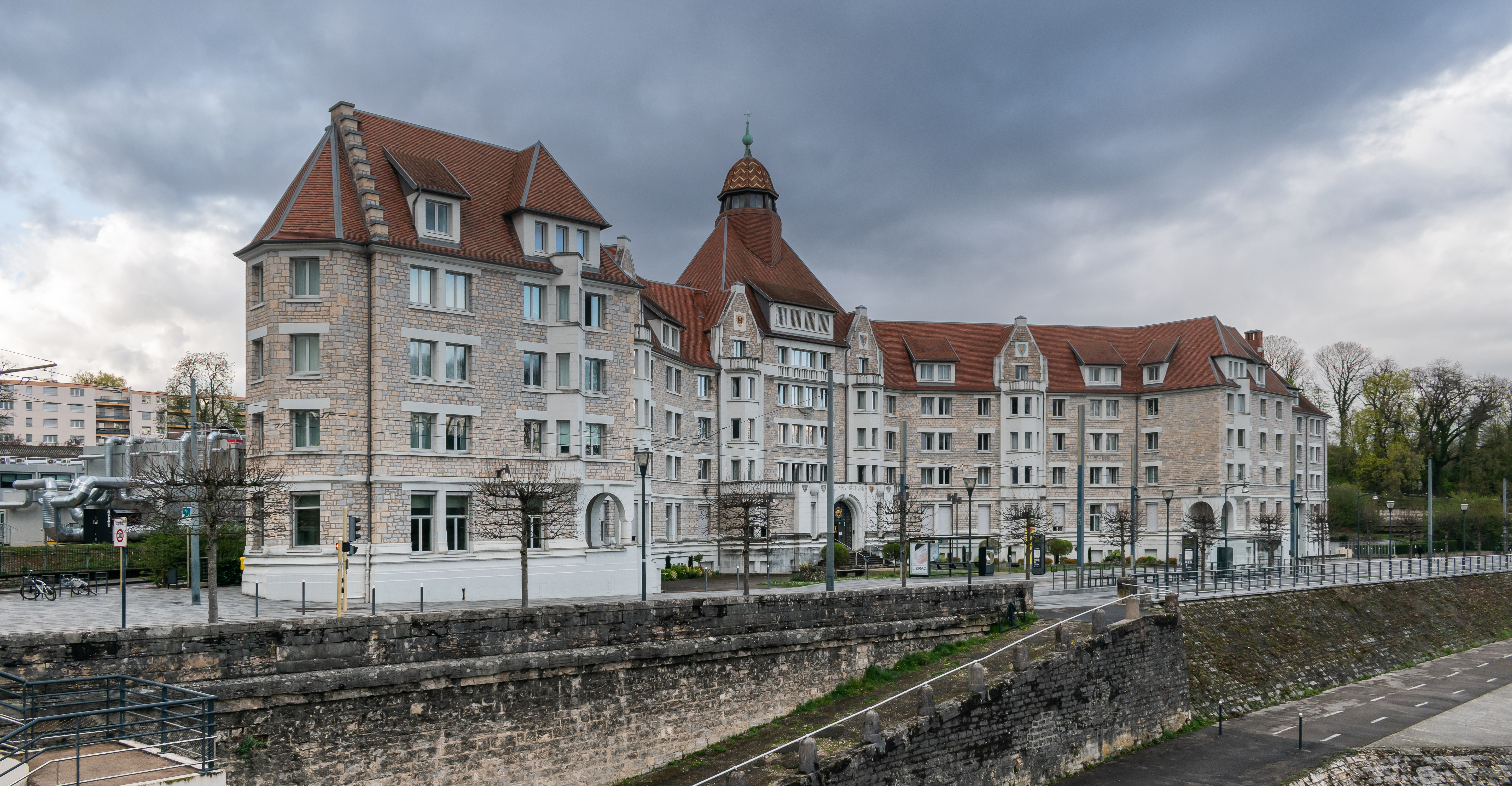
Résidence universitaire Canot à Besançon.

La gestion des infrastructures de la vie étudiante est issue de l'initiative des étudiants ou plutôt des associations étudiantes d'alors, réunies au sein de l'UNAGEF, qui fondent après la Première Guerre mondiale les premières résidences universitaires.
En 1936, le Comité supérieur en faveur des étudiants est créé par le ministre du Front populaire Jean Zay. Après la Seconde Guerre mondiale, on débat beaucoup du futur statut de l'organisme qui doit gérer les résidences universitaires, encore peu nombreuses, les restaurants universitaires et les bourses d'études : association loi de 1901, fondation, établissement public à caractère administratif ?
Après la Seconde Guerre mondiale, le Comité supérieur en faveur des étudiants devient le Comité supérieur des Œuvres en faveur de la jeunesse scolaire et universitaire par arrêté du 8 août 1947 ; des centres régionaux sont créés dans chaque académie sous le statut de la loi de 1901.
En 1955, le centre national des œuvres en faveur de la jeunesse scolaire et universitaire est constitué en établissement public, et les centres régionaux des œuvres en faveur de la jeunesse scolaire et universitaire sont transformés en centres régionaux des œuvres universitaires et scolaires.
Dans les années 1990, le CROUS connaît des innovations : la création de la contractualisation entre CNOUS et CROUS, le développement de nouvelles compétences telles que la culture, ou encore la création d'un vice-président étudiant du CA du CROUS, visant à réimpliquer les étudiants dans les instances des œuvres universitaires. Mais surtout depuis la rentrée 1995, les CROUS gèrent les bourses d'études via la gestion du dossier social de l'étudiant.
En 2016, le CROUS compte 170 000 logements, un développement lié à la démocratisation des études post bac. Dans le but d'améliorer ses services, le CROUS organise des enquêtes de satisfaction sur les logements et les restaurants universitaires. Les résultats ont révélé qu’une moyenne de 7,7/10 est attribuée pour les résidences. Les avantages de ces résidences sont la proximité du lieu d’étude et l’offre de restauration. Cependant, les étudiants soulignent un manque d’insonorisation et d’équipement ménager.
Depuis 2019, le paiement en espèces n'est plus disponible dans les restaurants universitaires et cafétérias du Crous en infraction avec l'article L112-5 du Code Monétaire et Financier. Le paiement se fait avec l'application Izly ("via QR code sur l'application smartphone ou via la carte étudiante, professionnelle ou Pass Crous"), ou par carte bancaire ("sur présentation d'un justificatif permettant d'appliquer le tarif adapté"). L'application Izly, "détenue par le groupe Banque Populaire-Caisses d’Épargne", a mis de nombreux étudiants en difficulté notamment pendant la crise de la Covid-19. Après un jugement du tribunal administratif de Bordeaux, le syndicat FSE a dénoncé l’illégalité du procédé. En septembre 2021, le doyen de la faculté de droit à Nantes confronté au problème s'insurge contre cette disposition et interpelle la directrice du Crous local.

## Organisation

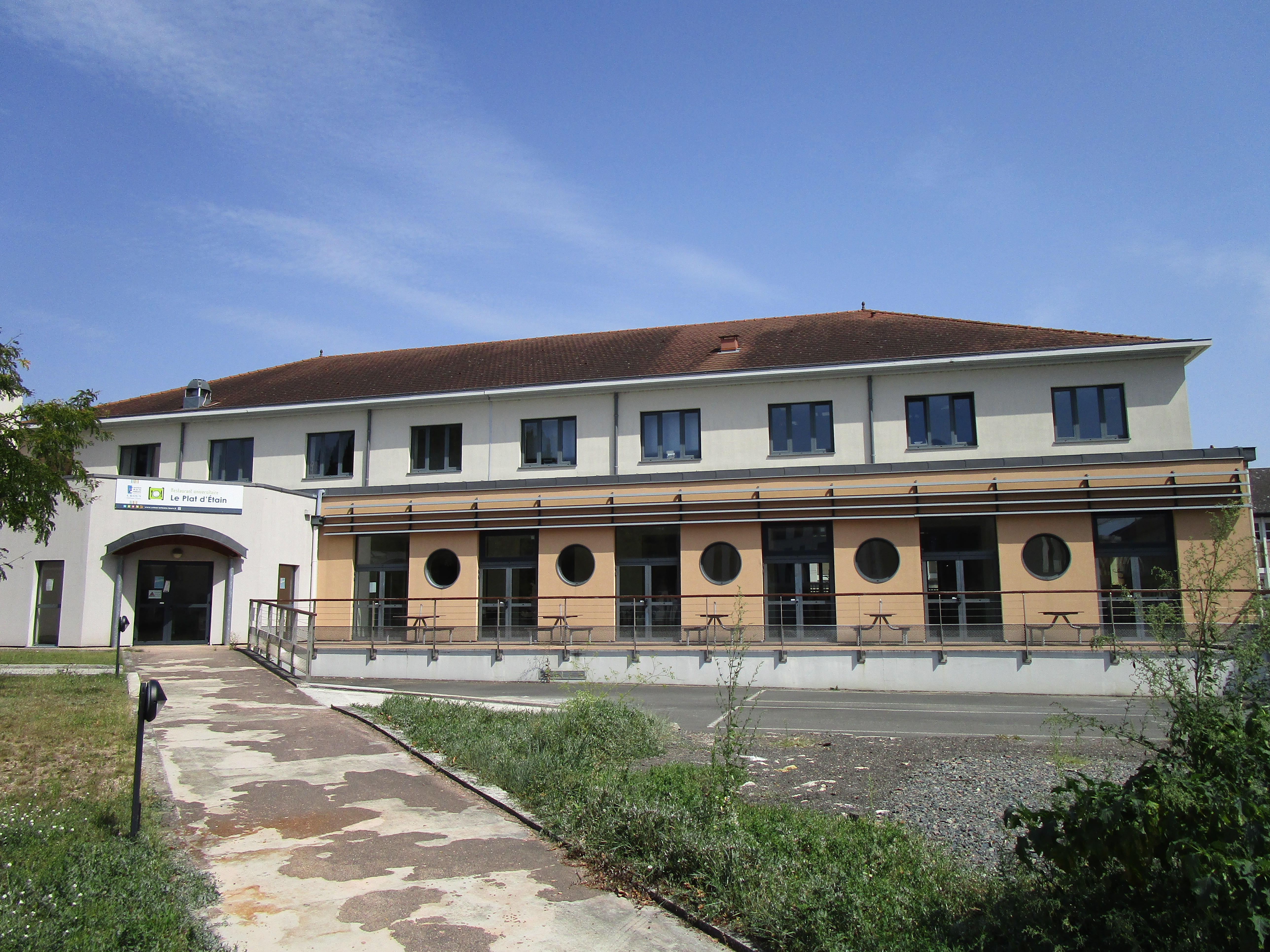
Restaurant universitaire du Plat d’Étain, dans le quartier Rabelais de Tours.

Outre son président, qui est le recteur de région académique, chancelier des universités, le conseil d'administration comprend vingt-quatre à vingt-sept membres dont six représentants de l'État et sept représentants des étudiants.
À la tête de l'administration du CROUS, on trouve un directeur, qui représente le CROUS, signe les conventions, supervise les services centraux, prépare le travail du conseil d'administration et exécute ses décisions, un gestionnaire principal (aussi appelé secrétaire général ou directeur adjoint qui assiste le directeur et supervise les gestionnaires d'unités de gestion (restaurants universitaires et cités universitaires) et coordonne les services administratifs centraux, un agent comptable, comme dans tous les établissements publics, et des chefs de service : service social, communication et culture, vie de l'étudiant (dossier social étudiant), ressources humaines, marchés publics, contrôle de gestion.
Le personnel des CROUS est composé pour une petite part de fonctionnaires d'État, issus des personnels ingénieurs, administratifs, techniques, sociaux et de santé et des bibliothèques, et principalement des filières AENES, et des ITRF. Le reste, très majoritaire, des agents sont des contractuels (agents non titulaires de l'État, dénommés « personnels ouvriers »), liés par un contrat de travail de droit public avec leur CROUS d'exercice. Les contrats de travail sont pour la plupart à durée indéterminée (CDI). Mais les CROUS ont recours de plus en plus aux contrats à durée déterminée (CDD), du fait principalement des grandes variations d'activité durant l'année universitaire.
Ces agents contractuels travaillent exclusivement dans les établissements, restaurants et résidences (cuisiniers, magasiniers, agents de service, entretien des locaux, concierges, etc.). Les fonctionnaires exercent quant à eux pour la plupart dans les services administratifs (sièges des CROUS et des CLOUS), ou dans les unités de gestion (gestionnaires de résidence et/ou de restaurant universitaire), secrétaires d'unité de gestion (facturation, secrétariat de régie, gestion administrative du personnel, ces agents assistent les gestionnaires).
Les CROUS font aussi appel régulièrement à des personnels sous contrats dits « aidés », du type contrat emploi solidarité (CES), ou « emplois-jeunes », par exemple. On y trouve aussi parfois quelques apprentis.

## Liste des Crous
- Crous d'Aix–Marseille Avignon
- Crous d'Amiens Picardie
- Crous des Antilles Guyane
- Crous de Bordeaux Aquitaine
- Crous de Bourgogne-Franche-Comté (réunion des Crous de Besançon et de Dijon à compter du 1er janvier 2019[12])
- Crous de Clermont Auvergne
- Crous de Corse
- Crous de Créteil
- Crous de Grenoble Alpes
- Crous de Lille
- Crous de Limoges
- Crous de Lorraine
- Crous de Lyon
- Crous de Montpellier Occitanie
- Crous de Nantes Pays de la Loire
- Crous de Nice–Toulon
- Crous de Normandie (réunion des Crous de Caen et de Rouen à compter du 1er janvier 2019[13])
- Crous d'Orléans–Tours
- Crous de Paris
- Crous de Poitiers
- Crous de Reims
- Crous de Rennes Bretagne
- Crous de La Réunion Mayotte
- Crous de Strasbourg
- Crous de Toulouse Occitanie
- Crous de Versailles

## Élections d'étudiants
Les élections des élus étudiants ont lieu tous les deux ans dans chaque académie. Les étudiants (engagés dans tout cursus post-baccalauréat reconnu par l'État et inscrits à la Sécurité sociale étudiante) y élisent des représentants au conseil d'administration (CA) du CROUS. Chaque liste comporte deux fois plus de candidats que de sièges d'étudiants : chaque élu étudiant en CA du CROUS est accompagné d'un suppléant, qui peut siéger en cas d'empêchement du titulaire. Les élus au CA des CROUS élisent eux-mêmes leurs huit représentants au conseil d'administration du CNOUS.
Ces élections étudiantes font l'objet d'une intense préparation au CNOUS et dans les CROUS pour amener l'augmentation de la participation : distribution de tracts, panneaux placardés dans les universités, encarts publicitaires achetés dans les journaux, etc. Le taux de participation varie entre 4 et 8 % suivant les années, il était néanmoins en augmentation jusqu'en 2006. En 2006, les élections, qui ont eu lieu en plein mouvement anti-CPE, ont été fortement perturbées, un certain nombre de points de vote ayant connu un ou plusieurs incidents comme des vols d'urnes et/ou de bulletins, voire une fermeture. Depuis la rentrée 2006, à la suite de recours administratifs, de nombreuses élections ont été annulées : Versailles, Paris, Dijon, Toulouse, Nancy-Metz, Lyon, etc. Ainsi, de nouvelles élections ont été organisées à la fin de l'année 2006, pour que la représentation des étudiants aux CROUS (mais pas au CNOUS) soit à l'image des réalités du milieu estudiantin.
Le taux de participation varie suivant les académies, au plus bas à Paris (guère plus de 5 %), au plus haut dans le Limousin et en Corse (plus de 30 %).